# Paraíso (kommun i Brasilien, Santa Catarina)
Paraíso är en kommun i Brasilien.   Den ligger i delstaten Santa Catarina, i den södra delen av landet, 1 300 km sydväst om huvudstaden Brasília. Antalet invånare är 4 080.
I omgivningarna runt Paraíso växer huvudsakligen savannskog. Runt Paraíso är det glesbefolkat, med 18 invånare per kvadratkilometer.